# سامیتا سن
سامیتا سن (به انگلیسی: Samita Sen) مورخ و پژوهشگر دانشگاهی هندی است.  او که قبلاً در دانشگاه کلکته و دانشگاه جادوپور تدریس کرده است، از سال 2018 به عنوان استاد تاریخ امپراتوری و نیروی دریایی وره هارمزورث در دانشگاه کمبریج بوده است.

## کتاب ها
- Women and Labour in Late Colonial India. The Bengal Jute Industry; Cambridge University Press, 1999
- Domestic Days: Women, Work and Politics in Contemporary Kolkata; (co-authored) Oxford University Press, 2016